# Gerbrand Vissering
Gerbrand Visschering (Groningen, 1 juni 1813 — 28 juni 1869) was een Nederlands doopsgezind predikant.
Hij studeerde in Groningen en aan het doopsgezinde seminarie te Amsterdam. In 1837 werd hij predikant te Zuid-Zijpe, daarna in 1842 te Wormer-en-Jisp, waar hij tot zijn overlijden bleef.
Vanwege onvrede over de leesbaarheid van de Statenvertaling in de 19e eeuw ondernam hij meerdere pogingen om tot een nieuwe Bijbelvertaling te komen. De vertaling van Visschering kwam uit in 1854 (en een verbeterde versie in 1859) en werd hoofdzakelijk gebruikt bij de doopsgezinden. Deze vertaling van het Nieuwe Testament is hoofdzakelijk gebaseerd op de Griekse tekst van Tischendorf. Het gebruik van dit Nieuwe Testament is geheel verdwenen met de komst van de NBG-vertaling 1951.
- Biografisch Portaal: 23997760
- Digitale Bibliotheek voor de Nederlandse Letteren: viss048
- International Standard Name Identifier: 0000 0003 9555 9562
- Nederlandse Thesaurus van Auteursnamen: 070360146
- Virtual International Authority File: 290325211
- WorldCat: E39PBJtX6DHmC6dvqGdwXMrcyd